# 新娘買賣
新娘買賣是指一些地方出售以及購買新娘的行為。中华人民共和国、印度和非洲等地均有新娘買賣發生。吉普賽有女性在每年八月的“新娘集市”拍賣給出價最高者之傳統。不過新娘買賣在許多國家並不合法。

## 历史
1619年，英國的殖民地詹姆斯敦出現了新娘買賣。  由於歐洲女人不太敢前往北美殖民地，詹姆斯敦當地一度全是男性歐裔美洲人， 由于幾乎沒有女人，所以當地的男人找不到女人結婚，许多男人只好離開詹姆斯敦。为了減少人口流失，英國殖民當局在欧洲打廣告，希望有更多的婦女前往詹姆斯敦。 

## 邮购新娘
有人通過邮购的方式購買新娘。 有些网站會列出一些女子的地址、照片、姓名和生平等信息。

## 亚洲

### 中国
中國很久以前就有新娘買賣這一現象。 中国共产党統治中國後一度禁止民間購買新娘。不過後來新娘買賣這一行為在農村死灰復燃。1991年到1996年期間，中国警方解救了88000多名被拐賣的妇女和儿童，逮捕并起诉了143000名涉案人口贩子。一些人权组织表示，这些数字不符合實際情況，被绑架妇女的真实人数應該更高。  。 
由於一孩政策、农村地区貧窮落後以及农村妇女进城務工，農村男性較難找到女人結婚。 中国社会科学院估计，1998年時，中國的人口性別比達120：100，农村地区的性別比達130:100。而且農村地區彩禮昂貴。中国人权指出，有人只花費了2,000元至4,000元費用就能從人贩子手中購買妻子，這比彩禮要划算的多，相較而言彩禮的費用至少1萬元起步（1998年）。  不少缅甸、老挝、巴基斯坦、 越南和朝鲜等国家的婦女被賣到中國。
一旦這些女人被賣給男人並生下孩子後，她們基本上就成為了這個家庭的一員。

### 印度
印度许多地区自古以來也有新娘買賣這一現象。 

### 北韓
由于北韓极度贫困 ，人贩子趁機把北韓婦女卖到中华人民共和国 。由于這些北韓婦女屬於非法越境，即使她們嫁給了中國人，但她们以及她们的后代都屬於黑戶。   她們有被遣送回国或被逮捕的風險。 

### 越南
許多越南北部省份的婦女被賣到中國。 